# Pauline Åhman
Marie Pauline Åhman, född Landby 20 april 1812 i Stockholm, död där 29 maj 1904, var en svensk harpist. Hon var den första kvinna som anställdes som instrumentalist i Kungliga Hovkapellet.

## Biografi
Pauline Åhman var dotter till bryggaren Christian Petter Germund Landby. Hon gifte sig 1830 med destillatören Wilhelm Åhman. 
Åhman studerade harpspel från 1830 till 1835 som lärjunge till Edward Pratté. När hon 1842 blev änka blev hon verksam som musiklärare, och professionell musiker då hon ackompanjerade med harpa vid privata tillställningar. 
Pauline Åhman anställdes 1850 som harpist vid Kungliga Hovkapellet. Hon blev då den första kvinnliga instrumentalist som anställdes där (den första kvinnliga vokalisten anställdes redan 1702). Hon var först endast ersättare men hade från 1856 fast anställning. Hon deltog i många offentliga konserter och var musikpedagog vid Kungliga Musikkonservatoriet i Stockholm 1870–1875 och 1887–1891. Hon utbildade som sådan en del berömda elever. Hon avgick från sin tjänst 1881. 
Pauline Åhman är begravd på Norra begravningsplatsen utanför Stockholm.